# اعتلال جامائي أحادي النسلية ذو الخطورة غير المحددة
الاعتلال الجامائي الأحادي النسيلة ذي الخطورة غير المحدَّدة (MGUS) (بالإنجليزية: Monoclonal gammopathy of undetermined significance)‏ هو تراكم لأجسام مُضادَّة أحادية النَّسيلة تُنتِجها خلايا بلازميَّة غير طبيعية، ولكنها غير سرطانيَّة. ويظهر خلالها بروتين غير طبيعيٍّ في الدم يُعرف باسم البروتين وحيد النسيلة أو البروتين M.

## لمحة
تتخلَّق الخَلايا البلازميَّة من الخلايا المناعية (الخلايا اللمفاوية البائية) وهي نوعٌ من الكريات البيض التي تنتج الأجسام المضادَّة التي تساعد الجسمَ على مكافحة العدوى.لكن عندما تتكاثر خلية بلازمية بشكلٍ مفرط، تُنتِج مجموعة من الخلايا المتطابقة وراثيًا تسمى نسيلة clone التي بدورها تنتج كمية كبيرة من نوعٍ واحد من الأجسَام المضادة.ونظرًا لأن هذه الأجسام المضادة تُصنع من نسيلة واحدة، فإنها تسمى أجسام مضادة وحيد النسيلة، وتُعرف أيضًا باسم البروتين M . يكون لدى الأشخاص الذين لديهم كمية كبيرة من بروتين M مستويات منخفضة من الأجسام المُضادَّة الأخرى. مما يجعلهم أكثر عرضة للعدوى.

## الأعراض
غالبًا لا تظهر على المصابين بالاعتلال الغامائي أحادي النسيلة أي علامات أو أعراض. يُكشَف عن الاعتلال الغامائي أحادي النسيلة بالصدفة عندَ إجراء فحوصاتٍ مخبرية لأغراض أخرى مثل قياس بروتينات الدم. إلا أنه يمكن أن ترتبط البروتينات أحادية النسيلة بالنهايات العصبية قد يؤدي ذالك إلى الشعور بالخدر والوخز. كما أنَّ المرضى المُصَابين بهذه الاضطرابات هم أكثر عرضة لهشاشة العظام والكسور.

## الأسباب
السبب الدقيق للاعتلال الجامائي وحيد النسيلة غير معروف. لكن على ما يبدو فإن التغييرات الجينية والطفرات والمثيرات البيئية يمكن أن تلعب دورًا في تطور المرض.

## عوامل الخطر
تتضمَّن العوامل التي من شأنها أن تَزيد من خطر الإصابة بالاعتلال الجامائي وحيد النسيلة ما يلي:
• العمر حيث يكون كبار السن أكثر عرضة من غيرهم.
• العِرق من المرجَّح أن يواجه الأفارقة الاعتلال الجامائي وحيد النسيلة أكثر من بيض البشرة.
• الجنس يَشيع حدوث الاعتلال الجامائي وحيد النسيلة أكثر لدى الإناث.
• التاريخ العائلي. قد يكون لديكَ خطر أعلى للإصابة بالاعتلال الجامائي وحيد النسيلة إذا كان الأشخاص الآخرون في عائلتكَ مصابين به.
وبشكل عام، يحدث الاعتلالُ الغامائي أحادي النسيلة ذو الأهمية غير المحدَّدة بنسبة 5٪ من المرضى الذين تتجاوز أعمارهم 70 عامًا، لكنَّه لا يسبِّب مشاكل صحية كبيرة ما لم يتفاقم إلى ورم نقويّ أو اضطراب آخر خطير من اضطرابات الخَلايا البائيَّة ذات الصِّلة.

## المضاعفات
لأسبابٍ غير معروفة، نَحو ربع المرضى المُصَابين بهذا المرض يكون لديهن فرصة عالية للإصابة بسرطان الدم، مثل الورم النقوي المتعدِّد أو لِمفومة الخلايا البائيَّة أو الداء النشواني خفيف السلسلة، بعد سنوات عديدة من تقدم المرض قد لا يمكن منعُ هذا التفاقُم. لذلك لابدَّ من مراقبة المرضى المُصَابين بالاعتلال الغامَّائي وحيد النسيلة مرَّتين في السنة وذلك من خلال الفَحص السَّريري واختبارات الدم، وأحيَانًا البول، لتحديد ما إذا كان تقدم المرض إلى السرطان الدم قد بدأ بالحدوث؛ فإذا اكتُشِف التفاقم في وقت مبكر يمكن منعُ حدوث السرطان.
أيضًا من ضمن المضاعفات الأخرى المرتبطة بمرض الاعتلال الغامائي أحادي النسيلة هو كسور العظام وارتفاع معدل الإصابة بالجلطات الدموية ومشكلات الكلى. غالبًا ما تبقى مستوياتُ البروتين M في الأشخاص المُصَابين بالاعتلال الغامَّائي أحادي النسيلة مستقرة لسنوات قد تصل إلى 25 عامًا في بَعض المرضى، ولا تتطلَّب علاج. في حال كان المريض في خطر الإصابة بهشاشة العظم نتيجة النقص الكبير في كثافة العظم يعطى المريض أدوية البيفوسفونات.